# Klucz 6
Klucz 6, oznaczający „hak” – jeden z sześciu kluczy Kangxi składających się z jednej kreski.
W słowniku Kangxi pod tym kluczem umieszczono 19 ze wszystkich 40 000 znaków.
Klucz 6 jest jedną z ośmiu podstawowych kresek znaku 永, który stanowi podstawę nauki kaligrafii chińskiej.

## Znaki zawierające klucz 6
| Kreski                 | Znak |
| ---------------------- | ---- |
| bez dodatkowych kresek | 亅   |
| 1 dodatkowa kreska     | 了   |
| 2 dodatkowe kreski     | 亇   |
| 3 dodatkowe kreski     | 予   |
| 5 dodatkowych kresek   | 争   |
| 6 dodatkowych kresek   | 爭   |
| 7 dodatkowych kresek   | 亊   |
| 8 dodatkowych kresek   | 事   |

## Kodowanie
| Znak                   | 亅             | 亅             |
| ---------------------- | -------------- | -------------- |
| Nazwa w Unikodzie      | Ideograph hook | Ideograph hook |
| Kodowanie              | dziesiątkowo   | szesnastkowo   |
| Unicode                | 20101          | U+4E85         |
| UTF-8                  | 228 186 133    | e4 ba 85       |
| Odwołania znakowe SGML | &#20101;       | &#x4E85;       |